# Джордж Кирби
Джордж Хюз Кирби (на английски: George Hughes Kirby) e американски лекар, психиатър. През 1899 г. завършва от Медицинския колеж към Лонг Айлъндската болница. Член е на Американското психиатрично общество, Американското неврологично общество, общество за клиничната психиатрия, председател на Американското психиатрично общество и Американското неврологично общество. Кирби е един от учредителите на Нюйоркското психоаналитично общество. Преподавал е психиатрия в Корнелския медицински колеж и Колежа за лекари и хирурзи. През 1917 г. става директор на Нюйоркския щатски психиатричен институт.